# كونستانت هايسمانز
كونستانت هايسمانز مواليد 11 أكتوبر 1928 في أنتويرب - الوفاة 16 مايو 2016، كان لاعب كرة قدم بلجيكي كان يلعب في مركز الدفاع. سبق له أن لعب في كأس العالم لكرة القدم مع منتخب بلاده وذلك في مونديال عام 1954.

## المسيرة الاحترافية

### أندية لعب لها
- بيرتشوت

## روابط خارجية
- كونستانت هايسمانز على موقع الاتحاد الدولي (مؤرشف)  (الإنجليزية)
- كونستانت هايسمانز على موقع الاتحاد البلجيكي (الإنجليزية)
- كونستانت هايسمانز على موقع قاعدة بيانات كرة القدم.إي يو (الإنجليزية)
- كونستانت هايسمانز على موقع ناشيونال فوتبول تيمز (الإنجليزية)
- كونستانت هايسمانز على موقع Soccerway.com (الإنجليزية)
- كونستانت هايسمانز على موقع عالم كرة القدم.نت (الإنجليزية)